# 洪科萨
洪科萨，是西班牙加泰罗尼亚莱里达省的一个市镇。 总面积77平方公里，总人口547人（2001年），人口密度7人/平方公里。